# Ненад Ћирић
Ненад Ћирић (Београд, 25. август 1958) српски је филмски, телевизијски и позоришни глумац. У свет глуме ушао је када је имао шеснаест година, дипломирао је на Факултету драмских уметности у Београду, а стални је члан Атељеа 212 од 1986. године.
Током своје каријере снимио је преко сто радио драма, а глумио је и у великом броју телевизијских серија и филмова.

## Биографија
Рођен је 25. августа 1958. године у Београду, где након завршетка гимназије уписује и завршава Факултет драмских уметности у Београду на Катедри за глуму, у класи професора Предрага Бајчетића.

## Глумачка каријера
Ћирић је у основној и средњој школи похађао драмску секцију. Професионално је почео да се бави глумом са шеснаест година, а након завршетка Факултет драмских уметности у Београду приступио је Атељеу 212, 1986. године. Током своје каријере снимио је преко сто радио драма, а у позоришту глумио је заједно са великанима послератне глумачке школе, као што су Мира Бањац, Светлана Бојковић, Петар Краљ, Зоран Радмиловић и многи други. Велики утицај за њега имао је професор Предраг Бајчетић, који га је усмерио на глумачки пут и утицао на његов глумачки развој.
Најзначајније филмске улоге имао је у Грозници љубави као Ђорђе, Зони мртвих као председник и филму Дневник машиновође, где је тумачио улогу директора школе.
Године 2000. добио је награду за најбољег глумца на Фестивалу Дечијих позоришта у Котору.

### Позоришне представе
- Кабаре код Бертолта Брехта (Сурабаја Џони)
- Марксе, Марксе, колико је сати? (Наполеон)
- Солунци говоре (Милан Гвозденовић)
- Свети ђаво Распућин (Отац Илиодор)
- Лењин, Стаљин, Троцки (Јагода)
- Велико и мало (Лекар)
- Живот и прикљученија војника Ивана Чонкина (Свирцов)
- Просјачка опера (Џек)
- Бременска слобода (Јохан)
- Метастабилни Грал (Пирандело)
- Страх за границу (Петер Пеперкорн)
- Последња рука пред фајронт (Србољуб Бубе)
- Тебанска куга (Едип)
- Свети Георгије убива аждаху (Гаврило Вуковић)
- Кнегиња из Фоли-Бержера (Оџачар Жил)
- Лепотица Линејна (Пато Дули)
- Љубавно писмо (Матичар)
- Дивљи мед (Герасим Кузмич Петрин)
- Леда (Кланфар)
- Чудо у Шаргану (Иследник)
- Свако (Кен)
- Смртоносна мотористика (Гане кафеџија)
- Краљ Лир (Гроф од Кента)
- Рањени орао (Мишо Ђуровић)
- Путујуће позориште Шопаловић (Милун)
- Шума блиста (Газда)
- Хитлер и Хитлер (Кувар)
- Прослава (Хелмут)
- Танго
- Шума блиста
- Коса (Клод Хупер Буковски, Клодов отац)
- Матица (Смиљко Перушина)
- Збогом СФРЈ (Тата)
- Ревизор (Срески лекар)
- Сакупљач
- Свети Георгије убива аждаху (Нинко Белотић)
- Август у округу Осејџ (Шериф Дион Гилбо)
- Наход Симеон (Оцо)
- Кањош (Дужд).

У Позоришту Пуж играо је у следећим представама: Меца и деца, Јулија и Ромео, Пепељуга, Ивица и Марица, Неваљала принцеза, Алекса у земљи чуда и у представи Прича из Вилинске шуме.

## Улоге на филму и ТВ
| Год.       | Назив                                 | Улога                       |
| ---------- | ------------------------------------- | --------------------------- |
| 1980-е     |                                       |                             |
| 1981.      | Светозар Марковић (ТВ серија)         |                             |
| 1982.      | Бунар                                 |                             |
| 1984.      | Ој, Мораво                            |                             |
| 1984.      | Грозница љубави                       | Ђорђе                       |
| 1984.      | Андрић и Гоја                         |                             |
| 1985.      | Шест дана јуна                        | Зоран                       |
| 1987.      | Вук Караџић (ТВ серија)               |                             |
| 1987−1988. | Бољи живот                            | Кличковић                   |
| 1989.      | Стремницка                            | професор Брок               |
| 1990-е     |                                       |                             |
| 1990.      | Гала корисница: Атеље 212 кроз векове |                             |
| 1996.      | Филомена Мартурано                    | Мигеле                      |
| 1998.      | Кнегиња из Фоли Бержера               | оџачар Зли                  |
| 2000-е     |                                       |                             |
| 2003.      | 011 Београд                           |                             |
| 2003.      | Живот је марш                         | агент                       |
| 2005.      | Буђење из мртвих                      | Коле                        |
| 2006.      | Апорија                               | Петко                       |
| 2007.      | Одбачен                               | дилер Зоки                  |
| 2007.      | Смртоносна мотористика                | кафеџија Гане               |
| 2009.      | Зона мртвих                           | председник                  |
| 2009.      | Сељаци                                | Милун                       |
| 2010-е     |                                       |                             |
| 2010.      | Види, странац                         |                             |
| 2011.      | Како су ме украли Немци               | агент предводник            |
| 2014.      | Јагодићи                              | др Агатон Дрењевић          |
| 2013−2015. | Звездара                              | Драги                       |
| 2016.      | Дневник машиновође                    | директор школе              |
| 2016.      | Зг80                                  | милицајац Стево             |
| 2017.      | Војна академија (ТВ серија)           | Машин отац                  |
| 2017.      | Казимир и Каролина                    | Спер                        |
| 2018−2019. | Истине и лажи                         | Данко Борђошки              |
| 2019.      | Реална прича                          | Небојша Петронијевић        |
| 2019.      | Моја генерација Z                     | Директор                    |
| 2019.      | Жмурке                                | Отац Богосав                |
| 2019.      | Швиндлери (ТВ серија)                 | Доктор Настић               |
| 2020-е     |                                       |                             |
| 2020.      | Јужни ветар (ТВ серија)               | Десимир,управник затвора    |
| 2020.      | Убице мог оца (4. сезона)             | Јаков Јованић               |
| 2020.      | Тајкун (ТВ серија)                    | Јовић                       |
| 2020.      | Мочвара (ТВ серија)                   | Доктор                      |
| 2020.      | Југословенка (ТВ серија)              |                             |
| 2020−2021. | Игра судбине                          | Амбасадор                   |
| 2020.      | Мама и тата се играју рата            | Небојша Петронијевић        |
| 2021.      | Камионџије д. о. о.                   | Психијатар                  |
| 2021.      | Тајне винове лозе                     | судија Ђорђевић             |
| 2021.      | Дрим тим (ТВ серија)                  | Професор Боривоје Стојковић |
| 2021.      | Каљаве гуме                           | Душко                       |
| 2021.      | Радио Милева                          | Рузмарин                    |
| 2021.      | Породица (мини-серија)                | Момчило Перишић             |
| 2021.      | Бранилац                              | Александар Најдановић       |
| 2022.      | Либерта — рађање града                | генерал Енгелсхофен         |
| 2022.      | Метаморфозе                           |                             |
| 2022.      | Да ли сте видели ову жену?            |                             |
| 2025.      | Половни људи                          |                             |